# Labkraut-Alpenspanner
Der Labkraut-Alpenspanner (Colostygia turbata), früher auch fälschlicherweise Colostigia turbata geschrieben, ist ein Schmetterling (Nachtfalter) aus der Familie der Spanner (Geometridae).

## Merkmale

### Falter
Die Falter erreichen eine Flügelspannweite von etwa 24 bis 30 Millimetern. Auffällig ist ein wechselndes schwarzweißes bzw. braunweißes Farbmuster auf den Vorderflügeln. So zeigt eine typische Flügelzeichnung die folgende farbliche Abfolge: eine kleine Region an der Flügelwurzel ist dunkelgrau, die sich anschließende Basalregion heller grau, die breite und nach außen stark gezackte Diskalregion schwarzbraun bis schwarz, die Postdiskalregion grauweiß und die Submarginalregion braungrau getönt. Die Übergänge zwischen den einzelnen Regionen sind teilweise scharf abgesetzt, gelegentlich aber auch undeutlich. In der Diskalregion befindet sich ein nierenförmiger Fleck. Die Hinterflügel schimmern seidig weiß und sind außen von einem dunkelgrauen Band begrenzt. Außerdem ist ein sehr kleiner, schwarzer Mittelfleck erkennbar. Die Fühler der Männchen sind gekämmt, diejenigen der Weibchen fadenförmig.

### Ei, Raupe, Puppe
Das Ei hat eine ovale Form, ist zunächst gelblich und nimmt später eine rosarote Farbe an.
Erwachsene Raupen haben eine dunkelbraune Färbung, eine schwarze Rückenlinie sowie einen undeutlichen schwarzgelben Seitenstreifen.
Die Puppe ist von hellbrauner Farbe.

## Geographische Verbreitung und Vorkommen
Das Verbreitungsgebiet von Colostygia turbata reicht von den Pyrenäen und Alpen über die Karpaten bis zum Balkan. Im Norden ist die Art in einigen Gebieten nördlich des Polarkreises zu finden. Das östliche Vorkommen reicht über das  Altai- und Sajangebirge bis nach Kamtschatka. Außerdem gibt es Vorkommen in Kanada. In den Alpen findet man die Art in Höhen zwischen 900 und 2500 Metern. Sie bewohnt bevorzugt feuchte Stellen in gebirgigen Gebieten.

## Unterarten
- Colostygia turbata turbata, (Alpen, Südosteuropa)
- Colostygia turbata fuscolimbata, (Nordeuropa)
- Colostygia turbata pyrenaearia, (Pyrenäen)
- Colostygia turbata altaicata, (Altai, Sibirien, Kamtschatka)
- Colostygia turbata circumvallaria, (Kanada)

## Lebensweise
Die Falter fliegen in den Monaten Mai bis August. Sie sind überwiegend tagaktiv und fliegen seltener künstliche Lichtquellen an. Die Raupen ernähren sich von den Blättern von Labkrautarten (Galium). Sie überwintern. Die Verpuppung erfolgt in einem Kokon in der Erde.

## Gefährdung
Colostygia turbata kommt in Bayern gesichert vor, ist dort weit verbreitet und wird deshalb auf der Roten Liste gefährdeter Arten als nicht gefährdet geführt. Ältere Angaben über Funde in Baden-Württemberg sind zweifelhaft bzw. beruhen auf Irrtümern.